# Quinto Aurelio Símaco
Quinto Aurelio Símaco (en latín,  Quintus Aurelius Symmachus; c. 340-402) fue un escritor y estadista romano.

## Biografía
De noble familia romana fue educado en la Galia, amigo de Ausonio y un buen conocedor de la literatura grecolatina, ocupó importantes cargos dentro de la administración imperial bajo Valentiniano II; fue procónsul de África en 373, prefecto de Roma en 384 y cónsul en 391. 
En 387, durante la invasión de Italia por parte de Magno Clemente Máximo, se mostró partidario de éste llegando a pronunciar un panegírico en su honor, por desgracia perdido, pero fue perdonado por Teodosio I tras su victoria sobre Máximo, hasta el punto de que este emperador le nombró cónsul junto con su compañero, también pagano, Flavio Eutolmio Tatiano.
Es conocido por sus Relaciones (Relatio) que escribió cuando ocupaba el cargo de prefecto, y por ser uno de los principales componentes del "partido pagano" durante el Bajo Imperio, al favorecer el mantenimiento de los cultos y costumbres de la religión tradicional romana. Por ello entró en una ferviente polémica con San Ambrosio en ocasión del asunto de la restauración del Altar de la Victoria en la curia del Senado romano. Aparece como personaje en las Saturnalia de Macrobio.